# Parlamentswahl im Libanon 2018
Die Parlamentswahl im Libanon 2018 war die 21. Wahl zur Nationalversammlung im Libanon seit Erlangung der Unabhängigkeit. Sie fand am 6. Mai 2018 in einem Wahlgang statt.
Die Wahlbeteiligung lag bei 49,7 Prozent. Das Lager um die islamistische Hisbollah gewann die Mehrheit der Sitze und bildete in der Folge die Regierung.

## Hintergrund
Es war die erste Parlamentswahl seit 2009, obwohl diese im Libanon laut gesetzlicher Vorgabe alle vier Jahre stattfinden soll. Die Wahl 2013 wurde wegen Problemen, einen neuen Präsidenten zu wählen, und des Bürgerkriegs im Nachbarland Syrien mehrmals verschoben. Als Favoriten gelten das von Saudi-Arabien und den USA unterstützte Lager von Ministerpräsident Saad Hariri und die dem Iran nahestehende Hisbollah-Bewegung. Dank eines neuen Wahlgesetzes haben unabhängige Kandidaten größere Chancen als zuvor.

## Wahlrecht
Rechtliche Grundlage ist das Wahlgesetz Nr. 44/2017 vom 17. Juni 2017. Auch libanesische Bürger mit Wohnsitz im Ausland konnten ihre Stimme bei der für sie zuständigen libanesischen Vertretung abgeben, falls sie sich vorher für die Wahl registriert hatten. Mit dem neuen Wahlgesetz wurde der Übergang von der Mehrheitswahl zur Verhältniswahl vollzogen. Der Wähler hat eine Stimme zur Wahl einer Liste und kann einem Bewerber der gewählten Liste eine Präferenzstimme geben. Besteht ein Wahlkreis aus mehreren Distrikten, so hat die Liste für jeden Distrikt unterschiedliche Bewerber.
Eine Besonderheit des Libanon ist, dass die Religionsgemeinschaften eine feste Zahl von Sitzen im Parlament haben, deren heutige Zahl durch das Abkommen von Taif festgelegt wurde.
Die Sitzverteilung erfolgt auf Wahlkreisebene nach dem Hare/Niemeyer-Verfahren, jedoch sind Listen von der Sitzverteilung ausgeschlossen, wenn ihre Stimmenzahl weniger als eine volle Hare-Quote beträgt. Die Sitze werden den Bewerbern in absteigender Reihenfolge ihres Stimmenanteils in ihrem Distrikt zugeteilt. Hat eine Liste oder Religionsgemeinschaft die ihr zustehende Sitzzahl erreicht, bleiben die übrigen Bewerber dieser Liste bzw. Religionsgemeinschaft bei der weiteren Sitzzuteilung außer Betracht.

## Kandidaten und Religionenproporz nach Wahlkreis

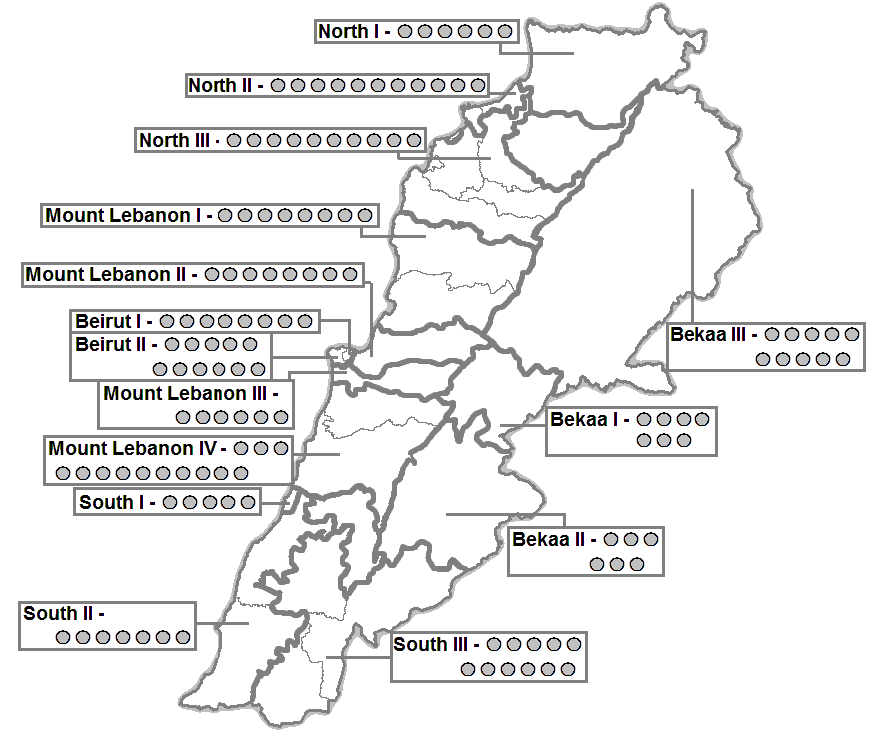
Verteilung der Sitze auf die Wahlkreise

Nach dem Bewerbungsschluss am 26. März gab das Ministerium für Inneres und Munizipalitäten bekannt, dass für die Wahl insgesamt 77 Listen mit 583 Kandidaten registriert wurden. Die meisten davon wurden für den Wahlkreis Beirut II mit neun Listen registriert, während im Wahlkreis Zahrani-Tyros zwei Listen registriert wurden. Dabei ist auffällig, dass die Blöcke des 8. März und des 14. März, die die Wahlen 2009 dominiert haben, nicht mehr funktional sind, sodass die Parteien bei der Listenaufstellung anhand lokaler Dynamiken andere Allianzen gebildet haben.
| Konfession                      | Konfession             | Sitzzahl | Kandidatenzahl | Kandidatenzahl pro Sitz | Anteil der Konfessionsangehörigen an den Wahlberechtigten nach Wahlkreis |
| ------------------------------- | ---------------------- | -------- | -------------- | ----------------------- | ------------------------------------------------------------------------ |
| Alawiten                        | Alawiten               | 2        | 11             | 5,5                     |                                                                          |
|                                 | Nord I (Akkar)         | 1        | 4              | 4                       | 4,97 %                                                                   |
| Nord II (Tripoli)               | 1                      | 7        | 7              | 6,04 %                  |                                                                          |
| Armenisch-Katholische           | Armenisch-Katholische  | 1        | 5              | 5                       |                                                                          |
|                                 | Beirut I               | 1        | 5              | 5                       | 5,57 %                                                                   |
| Armenisch-Orthodoxe             | Armenisch-Orthodoxe    | 5        | 14             | 2,8                     |                                                                          |
|                                 | Beirut I               | 3        | 7              | 2,3                     | 28,3 %                                                                   |
| Bekaa I (Zahle)                 | 1                      | 4        | 4              | 4,99 %                  |                                                                          |
| Libanonberg II (Metn)           | 1                      | 3        | 3              | 14,3 %                  |                                                                          |
| Drusen                          | Drusen                 | 8        | 37             | 4,6                     |                                                                          |
|                                 | Beirut II              | 1        | 8              | 8                       | 1,55 %                                                                   |
| Bekaa II (West Bekaa-Rachaya)   | 1                      | 2        | 2              | 14,8 %                  |                                                                          |
| Libanonberg III (Baabda)        | 1                      | 4        | 4              | 17,6 %                  |                                                                          |
| Libanonberg IV (Aley)           | 2                      | 8        | 4              | 40,5 %                  |                                                                          |
| Libanonberg IV (Chouf)          | 2                      | 10       | 5              | 40,5 %                  |                                                                          |
| Süd III (Mardsch Uyun-Hasbayya) | 1                      | 5        | 5              | 3,65 %                  |                                                                          |
| Evangelische                    | Evangelische           | 1        | 6              | 6                       |                                                                          |
|                                 | Beirut II              | 1        | 6              | 6                       | 0,81 %                                                                   |
| Melkitisch-Katholische          | Melkitisch-Katholische | 8        | 33             | 4,1                     |                                                                          |
|                                 | Beirut I               | 1        | 4              | 4                       | 9,8 %                                                                    |
| Bekaa I (Zahle)                 | 2                      | 8        | 4              | 28,3 %                  |                                                                          |
| Bekaa III (Baalbek-Hermel)      | 1                      | 5        | 5              | 5,36 %                  |                                                                          |
| Libanonberg II (Metn)           | 1                      | 5        | 5              | 9,83 %                  |                                                                          |
| Libanonberg IV (Chouf)          | 1                      | 5        | 5              | 5,18 %                  |                                                                          |
| Süd I (Jezzine)                 | 1                      | 4        | 4              | 8,69 %                  |                                                                          |
| Süd II (Zahrany)                | 1                      | 2        | 2              | 6,81 %                  |                                                                          |
| Griechisch-Orthodoxe            | Griechisch-Orthodoxe   | 14       | 65             | 4,6                     |                                                                          |
|                                 | Beirut I               | 1        | 5              | 5                       | 19,2 %                                                                   |
| Beirut II                       | 1                      | 7        | 7              | 5 %                     |                                                                          |
| Bekaa I (Zahle)                 | 1                      | 5        | 5              | 9,54 %                  |                                                                          |
| Bekaa II (West Bekaa-Rachaya)   | 1                      | 3        | 3              | 7,16 %                  |                                                                          |
| Libanonberg II (Metn)           | 2                      | 8        | 4              | 14,6 %                  |                                                                          |
| Libanonberg IV (Aley)           | 1                      | 4        | 4              | 5,14 %                  |                                                                          |
| Nord I (Akkar)                  | 2                      | 9        | 4,5            | 14,7 %                  |                                                                          |
| Nord II (Tripoli)               | 1                      | 7        | 7              | 6,24 %                  |                                                                          |
| Nord III (Koura)                | 3                      | 11       | 3,7            | 20,7 %                  |                                                                          |
| Süd III (Mardsch Uyun-Hasbayya) | 1                      | 6        | 6              | 2,45 %                  |                                                                          |
| Maroniten                       | Maroniten              | 34       | 151            | 4,4                     |                                                                          |
|                                 | Beirut I               | 1        | 5              | 5                       | 13,2 %                                                                   |
| Bekaa I (Zahle)                 | 1                      | 5        | 5              | 15,7 %                  |                                                                          |
| Bekaa II (West Bekaa-Rachaya)   | 1                      | 3        | 3              | 7,22 %                  |                                                                          |
| Bekaa III (Baalbek-Hermel)      | 1                      | 5        | 5              | 7,35 %                  |                                                                          |
| Libanonberg I (Dschbeil)        | 2                      | 10       | 5              | 82,1 %                  |                                                                          |
| Libanonberg I (Kesrwan)         | 5                      | 23       | 4,6            | 82,1 %                  |                                                                          |
| Libanonberg II (Metn)           | 4                      | 19       | 4,8            | 44,8 %                  |                                                                          |
| Libanonberg III (Baabda)        | 3                      | 12       | 4              | 36,8 %                  |                                                                          |
| Libanonberg IV (Aley)           | 2                      | 9        | 4,5            | 27 %                    |                                                                          |
| Libanonberg IV (Chouf)          | 3                      | 16       | 5,3            | 27 %                    |                                                                          |
| Nord I (Akkar)                  | 1                      | 6        | 6              | 10,9 %                  |                                                                          |
| Nord II (Tripolis)              | 1                      | 5        | 5              | 3,5 %                   |                                                                          |
| Nord III (Batrun)               | 2                      | 7        | 3,5            | 68,1 %                  |                                                                          |
| Nord III (Bischarri)            | 2                      | 8        | 4              | 68,1 %                  |                                                                          |
| Nord III (Zgharta)              | 3                      | 12       | 4              | 68,1 %                  |                                                                          |
| Süd I (Jezzine)                 | 2                      | 6        | 3              | 30,8 %                  |                                                                          |
| Minderheiten                    | Minderheiten           | 1        | 5              | 5                       |                                                                          |
|                                 | Beirut I               | 1        | 5              | 5                       | 11,8 %                                                                   |
| Schiiten                        | Schiiten               | 27       | 102            | 3,8                     |                                                                          |
|                                 | Beirut II              | 2        | 13             | 6,5                     | 20,6 %                                                                   |
| Bekaa I (Zahle)                 | 1                      | 5        | 5              | 16 %                    |                                                                          |
| Bekaa II (West Bekaa-Rachaya)   | 1                      | 3        | 3              | 14,7 %                  |                                                                          |
| Bekaa III (Baalbek-Hermel)      | 6                      | 27       | 4.5            | 73,3 %                  |                                                                          |
| Libanonberg I (Dschbeil)        | 1                      | 5        | 5              | 10,7 %                  |                                                                          |
| Libanonberg III (Baabda)        | 2                      | 7        | 3,5            | 25,2 %                  |                                                                          |
| Süd II (Tyrs)                   | 4                      | 8        | 2              | 81,4 %                  |                                                                          |
| Süd II (Zahrany)                | 2                      | 3        | 1,5            | 81,4 %                  |                                                                          |
| Süd III (Bint Dschbeil)         | 3                      | 13       | 4,3            | 80,1 %                  |                                                                          |
| Süd III (Mardsch Uyun-Hasbayya) | 2                      | 7        | 3,5            | 80,1 %                  |                                                                          |
| Süd III (Nabatäa)               | 3                      | 11       | 3,7            | 80,1 %                  |                                                                          |
| Sunniten                        | Sunniten               | 27       | 154            | 5,7                     |                                                                          |
|                                 | Beirut II              | 6        | 47             | 7,8                     | 62,1 %                                                                   |
| Bekaa I (Zahle)                 | 1                      | 5        | 5              | 18,7 %                  |                                                                          |
| Bekaa II (West Bekaa-Rachaya)   | 2                      | 5        | 2,5            | 48,8 %                  |                                                                          |
| Bekaa III (Baalbek-Hermel)      | 2                      | 10       | 5              | 13,3 %                  |                                                                          |
| Libanonberg IV (Chouf)          | 2                      | 11       | 5,5            | 18,7 %                  |                                                                          |
| Nord I (Akkar)                  | 3                      | 18       | 6              | 67,5 %                  |                                                                          |
| Nord II (Dennieh)               | 2                      | 13       | 6,5            | 82,91 %                 |                                                                          |
| Nord II (Minnieh)               | 1                      | 7        | 7              | 82,91 %                 |                                                                          |
| Nord II (Tripoli)               | 5                      | 27       | 5,4            | 82,91 %                 |                                                                          |
| Süd I (Saida)                   | 2                      | 7        | 3,5            | 44,2 %                  |                                                                          |
| Süd III (Mardsch Uyun-Hasbayya) | 1                      | 4        | 4              | 6,35 %                  |                                                                          |

## Kandidatenlisten und Wahlbezirke
Die Amtsinhaber sind jeweils fett und kursiv dargestellt.

### Beirut I (Ost-Beirut)

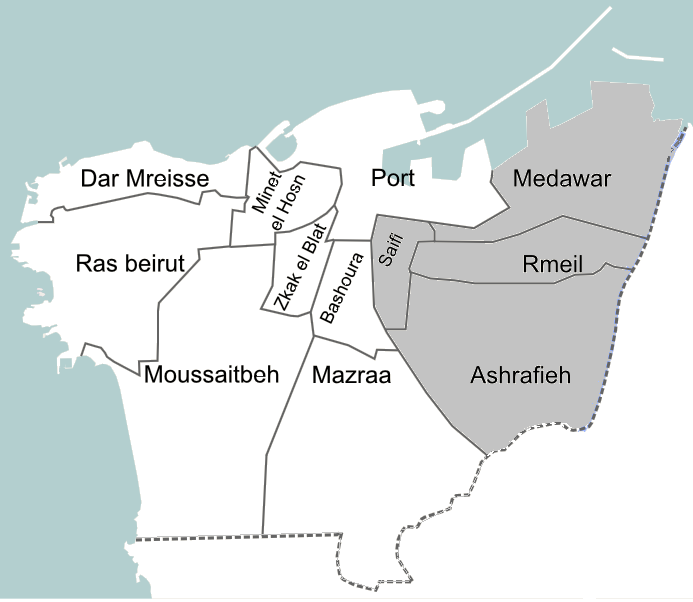
Wahlbezirk Beirut I

Der erste Beiruter Wahlbezirk deckt vier Viertel im Osten der libanesischen Hauptstadt ab: Achrafieh, Saifi, Rmeil und Medawar. Das Gebiet ist überwiegend bewohnt von Christen, von denen Armenisch-Orthodoxe mit einem Anteil von 28,33 % aller Wahlberechtigten die größte Gruppe stellen. 19,2 % sind Griechisch-Orthodoxe, 13,19 % Maroniten, 9,8 % Griechisch-Katholische, 9,76 % Sunniten, 5,57 % Armenisch-Katholische, 3,95 % Syrisch-Katholische, 3 % Römisch-Katholische, 2,88 % Evangelische, 1,99 % Schiiten, 0,37 % Drusen oder Alawiten und 1,97 % sind andere Minderheiten.
In dem Wahlbezirk wurden fünf Kandidatenlisten für die Wahl registriert. Nachdem sich Zukunftsbewegung und Lebanese Forces zerstritten hatten, wurde eine gemeinsame Liste von Free Patriotic Movement, der Armenischen Revolutionären Föderation (Taschnag) und Huntschak aufgestellt („Starkes Beirut I“), unterstützt von der Zukunftsbewegung. Die Zukunftsbewegung selbst verzichtete auf die Aufstellung eigener Kandidaten. Die Lebanese Forces reichten ihren Kandidatenliste gemeinsam mit der Kata’ib, Ramkavars und Michel Pharaon ein. Die von Antoun Sehnaoui unterstützte Liste lief unter dem Titel „Beirut I“. Michelle Tueni reichte gemeinsam mit dem Abgeordneten Serge Torsarkissian von der Zukunftspartei die Liste „Wir sind Beirut“ ein.
Für den Sitz der Minderheiten stellte die Freie Patriotische Bewegung einen syrisch-orthodoxen Kandidaten auf, den früheren Brigadegeneral Antoine Pano, während die Liste Tuenis den unabhängigen römisch-katholischen Kandidaten Rafic Bazerji aufstellte, der einer Familie angehört, die historisch der National-Liberalen Partei nahestand.
| Liste                                                    | Armenisch-Orthodoxe, 3 Sitze | Armenisch-Orthodoxe, 3 Sitze   | Armenisch-Orthodoxe, 3 Sitze | Maroniten, 1 Sitz                  | Griechisch-Orthodoxe, 1 Sitz | Griechisch-Katholische, 1 Sitz  | Armenisch-Katholische, 1 Sitz | Minderheiten, 1 Sitz            |
| -------------------------------------------------------- | ---------------------------- | ------------------------------ | ---------------------------- | ---------------------------------- | ---------------------------- | ------------------------------- | ----------------------------- | ------------------------------- |
| „Starkes Beirut I“                                       | Hakop Terzian (Taschnaq)     | Alexander Matossian (Taschnag) | Sebouh Kalpakian (Huntschak) | Massoud Achkar (Union für Libanon) | Nicolas Chammas              | Nicolas Sehnaoui (FPM)          | Serg Gukhadarian (Taschnag)   | Antoine Pano (FPM)              |
| „Beirut I“                                               | Carole Babikian              | Avedis Dakessian (Ramkavar)    | Elena Cloxian (Ramkavar)     | Nadim Gemayel (Kata’ib)            | Emad Wakim (Lebanese Forces) | Michel Pharaon                  | Jean Talouzian                | Riad Akel (Libanesische Kräfte) |
| „Wir sind All-National“                                  | Paula Yacoubian (Saaba)      | Laury Haytayan (LiBaladi)      | Levon Telvizian (LiBaladi)   | Gilbert Doumit (LiBaladi)          | Ziad Abs (Sah)               | Lucien Bourjeily (Talaat Ritkm) | Yorgui Teyrouz (LiBaladi)     | Joumana Haddad (LiBaladi)       |
| „Wir sind Beirut“                                        | Seybou Makhjian              |                                |                              | Georges Sfeir                      | Michelle Tueni               | Najib Lian                      | Serge Torsarkissian           | Rafic Bazerji                   |
| „Loyalität für Beirut“                                   |                              |                                |                              | Rojah Shuiri                       | Robert Obeid                 |                                 | Antoune Qalaijian             | Gina Chammas                    |
| ACE Project, Ministerium für Inneres und Munizipalitäten |                              |                                |                              |                                    |                              |                                 |                               |                                 |

### Beirut II (West-Beirut)

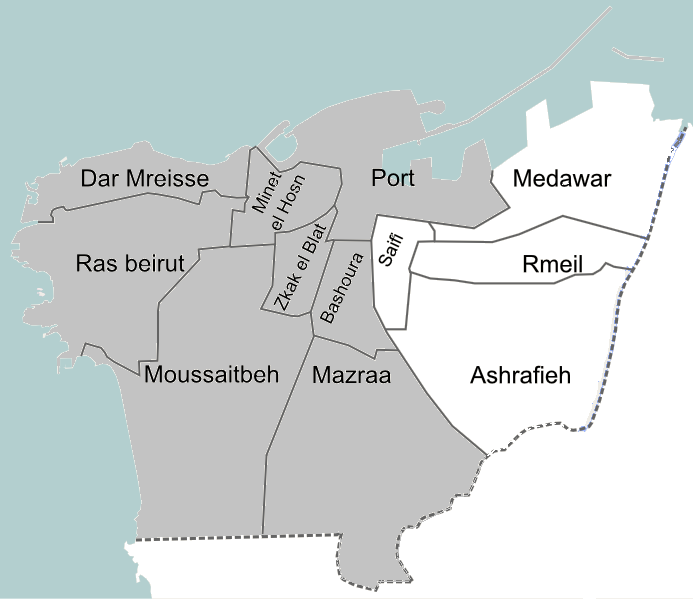
Wahlbezirk Beirut II

Der Wahlbezirk Beirut II umfasst acht Stadtviertel in West-Beirut: Ain El Mreisseh, Bachoura, Mazraa, Minet El Hosn, Moussaitbeh, Port, Ras Beirut und Zuqaq al-Blat. Die Wählerschaft besteht überwiegend aus Sunniten (62,1 %). 20,6 % sind Schiiten, 5 % Griechisch-Orthodoxe, 3,41 % gehören Minderheiten an, 1,86 % sind Maroniten, 1,65 % Armenisch-Orthodoxe, 1,63 % Griechisch-Katholische, 1,55 % Drusen, 1,31 % Juden, 0,81 % Evangelische und 0,03 % Alawiten.
In diesem Wahlbezirk wurden neun Kandidatenlisten registriert. Bei den Wahlen 2009 hatte die Zukunftsbewegung in West-Beirut gewonnen. 2018 trat eine Reihe von Listen an, diese Dominanz über die sunnitische Wählerschaft zu brechen: „Beirut al-Watan“ (eine Allianz von al-Jamaa al-Islamiah und Al-Liwaa-Herausgeber Salah Salam), „Beiruti Opposition“ (von Aschraf Rifi), „Lebnan Herzen“, „We are All Beirut“ und „Dignity of Beirut“ (geführt von dem ehemaligen Richter Khaled Hammoud).
Der frühere Block des 8. März spaltete sich in zwei Listen. Hisbollah, Amal, Al-Habasch und die Freie Patriotische Bewegung bildeten die Liste „Einheit von Beirut“, während Harakat Al-Schaeb und Al-Murabitun die Liste „Stimme des Volkes“ (Sawt al-Nas) aufstellten. Omar Ghandour, Kandidat der Islamischen Aktionsfront, prominenter Geschäftsmann und früherer Präsident des Nejmeh Sporting Club, führte die „Einheit von Beirut“ an. Die SSNP von Ali Haidar stellte einen Kandidaten der Liste „Stimme des Volkes“. Naamat Badruddin, auch auf dieser Liste, war einer der Anführer während der Beiruter Müllproteste 2015.
Unter dem zuvor geltenden Wahlrecht konnte die Zukunftsbewegung in West-Beirut leicht erdrutschartig gewinnen, doch das neue Wahlrecht kostete die Zukunftsbewegung eine Reihe von Mandaten. Neben der gemeinsamen Liste von Hisbollah, Amal, Al-Ahbasch und Freier Patriotischer Bewegung, die sich vor allem die Stimmen der schiitischen Wahlberechtigten holen würde, sind die Hauptkonkurrenten die Liste „Beirut al-Watan“ und die Liste „Lebnan Herzen“ des prominenten Geschäftsmannes Fouad Makhzoumi. Allerdings befinden sich auf der Liste von „Beirut al-Watan“ mehrere Personen, die der Hariri-Familie nahestehen, und Salam bekannte sich dazu, dafür einzutreten, dass Hariri Ministerpräsident des Libanon bleibt.
| Liste                                                                      |            | Sunniten, 6 Sitze                        | Sunniten, 6 Sitze                       | Sunniten, 6 Sitze                 | Sunniten, 6 Sitze                       | Sunniten, 6 Sitze                 | Sunniten, 6 Sitze             | Schiiten, 2 Sitze                | Schiiten, 2 Sitze              | Drusen, 1 Sitz                | Griechisch-Orthodoxe, 1 Sitz   | Evangelische, 1 Sitz           |
| -------------------------------------------------------------------------- | ---------- | ---------------------------------------- | --------------------------------------- | --------------------------------- | --------------------------------------- | --------------------------------- | ----------------------------- | -------------------------------- | ------------------------------ | ----------------------------- | ------------------------------ | ------------------------------ |
| „Zukunft für Beirut“                                                       | Blau       | Saad Hariri (Zukunftsbewegung)           | Tamam Salam (Zukunftsbewegung)          | Nohad Machnouk (Zukunftsbewegung) | Roula Tabash Jaroudi (Zukunftsbewegung) | Rabea Hassouna (Zukunftsbewegung) | Zaher Eido (Zukunftsbewegung) | Ali al-Schaer (Zukunftsbewegung) | Ghazi Yusuf (Zukunftsbewegung) | Faisal Al Sayegh (PSP)        | Nazih Najem (Zukunftsbewegung) | Bassam Chab (Zukunftsbewegung) |
| „Beiruti Opposition“                                                       | Burgundi   | Ziad Itani                               | Akram Sinno                             | Amer Iskandarani                  | Safiyah Zaza                            | Yassine Kadado                    |                               | Lina Hamdan                      |                                | Zeina Mansour                 | Bchara Khairallah              |                                |
| „Einheit von Beirut“                                                       | Gelb       | Adnan Trabelsi (Al-Habasch)              | Omar Ghandour (Islamische Arbeitsfront) | Mohammed Baasiri                  |                                         |                                   |                               | Amin Schri (Hisbollah)           | Mohammad Khawaja (Amal)        |                               |                                | Edgar Trabelsi (FPB)           |
| „Lebnan Herzen“                                                            | Rot        | Fouad Makhzoumi (Nationale Dialogpartei) | Marouf Itani                            | Rana Chemaitelly                  | Mahmoud Kareidiya                       | Saaduddin Hassan Khaled           | Issam Barghout                | Yousef Beydoun                   |                                | Zeina Mounzer                 | Khalil Broummana               | Nadim Costa                    |
| „Stimme des Volkes“                                                        | Gray       | Ibrahim Halabi (Harakat Al-Schaeb)       | Youssef Tabash (Mourabitoun)            | Fares Manaimna                    | Hanan Osman                             | Roula Houry                       | Faten Zain                    | Naamat Badruddin                 |                                | Hani Fayyad (SSNP (Intifada)) | Omar Wakim (Harakat Al-Schaeb) | Nabil Sebaaly                  |
| „Beirut al-Watan“                                                          | Marineblau | Salah Salaam                             | Moustafa Banbouk (Al-Waqie-Bewegung)    | Baschar Quwatli                   | Imad Hout (al-Jama’a al-Islamiya)       | Saad Wazzan                       | Nabil Bader                   | Salwa Khalil                     | Ibrahim Chamseddine            | Saeed Halabi                  |                                | Dalal Rahbani                  |
| „Dignity of Beirut“                                                        | Grün       | Khaled Hamoud                            | Mohammad Qadi                           | Jihad Matar                       | Hanan Sha’ar                            | Khuloud Wattar                    | Muhammad Shatila              | Ali Sbeiti                       |                                | Raja Zuhairi                  | Mikhael Mikhael                |                                |
| „Birutah al-Mustaqilin“                                                    | Lila       | Walid Shatila                            | Abdul Karim Itani                       | Abdul Rahman Gilani               | Khalid Hanqir                           | Khalid Mumtaz                     |                               | Wissam Akusch                    | Jihad Hammoud                  | Andera Zouheiri               | Leon Sioufi                    | Fadi Zarazir                   |
| „We are All Beirut“                                                        | Orange     | Ibrahim Mneimneh                         | Hassan Faysal Sano                      | Nadine Itani                      | Marwan Tibi                             | Fatima Moshref                    |                               | Naji Kodeih                      |                                |                               | Zeina Majdalani                | Nihad Yazbek                   |
| Source: Al-Modon, ACE Project, Ministerium für Inneres und Munizipalitäten |            |                                          |                                         |                                   |                                         |                                   |                               |                                  |                                |                               |                                |                                |

### Bekaa I (Zahle)

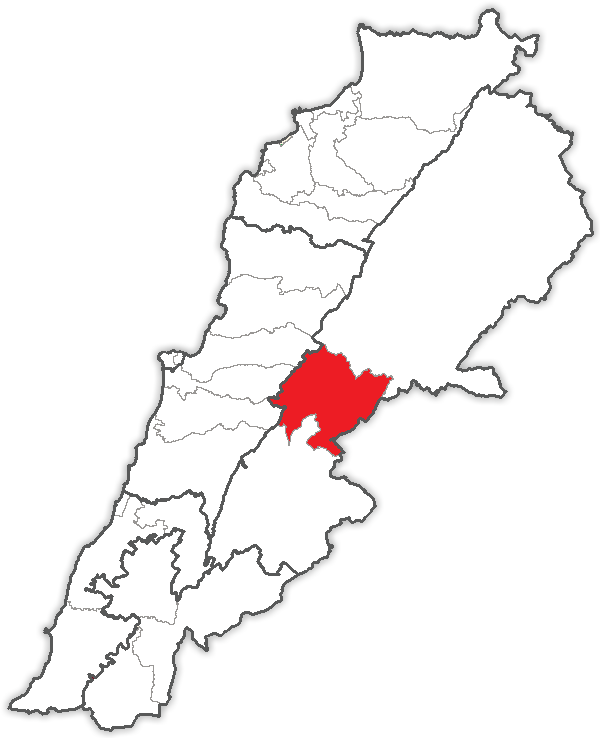
Wahlbezirk Bekaa I, der den Distrikt Zahle abdeckt.

Die Wahlbevölkerung im Wahlbezirk Bekaa I stellen überwiegend Christen. 28,3 % der Wahlberechtigten sind Griechisch-Katholische, 18,7 % Sunniten, 16 % Schiiten, 15,7 % Maroniten, 9,54 % Griechisch-Orthodoxe, 4,99 % Armenisch-Orthodoxe, 1,07 % Armenisch-Katholische, 5,2 % andere Christen und 0,52 % sind Drusen.
In dem Wahlbezirk wurden fünf Listen registriert. Eine Allianz aus Freier Patriotischer Bewegung, Zukunftsbewegung, Taschnag und unabhängigen Kandidaten wurde unter dem Namen „Zahle für Alle“ gemeldet. Libanesische Kräfte und Kataeb meldeten die Liste „Zahle ist unsere Sache“. Außerdem gab es die Liste „Volksblock“, die von Myriam Skaff angeführt wurde, „Zahles Optionen und Entscheidungen“ unter Führung von Nicolas Fattouch (die einen Kandidaten der Hisbollah einschloss) und eine bürgerliche Liste mit dem Titel „Wir sind All-National“.
Rifi war in Zahle an keiner Liste beteiligt, weil es zu keiner Allianz mit Kata’ib und den Libanesischen Kräften kam.
| Liste                                                                      | Griechisch-Katholische, 2 Sitze    | Griechisch-Katholische, 2 Sitze | Maroniten, 1 Sitz          | Griechisch-Orthodoxe, 1 Sitz | Sunniten, 1 Sitz              | Schiiten, 1 Sitz                 | Armenisch-Orthodoxe, 1 Sitz    |
| -------------------------------------------------------------------------- | ---------------------------------- | ------------------------------- | -------------------------- | ---------------------------- | ----------------------------- | -------------------------------- | ------------------------------ |
| „Zahle für Alle“                                                           | Michel Skaff                       | Michel George Daher             | Salim Aoun (FPB)           | Assaad Nakad                 | Asim Araji (Zukunftsbewegung) | Nizar Dalloul (Zukunftsbewegung) | Marie-Jeanne Bilezikjian       |
| „Zahle ist unsere Sache“                                                   | George Akeis (Libanesische Kräfte) | Michel Fattouch                 | Elie Maroni (Kata’ib)      | César Maalouf                | Muhammad Ali Mita             | Amer Sabouri                     | Boughous Kordian               |
| „Volksblock“                                                               | Myriam Skaff (Skaff-Block)         | Nicola Amorri (Skaff-Block)     | Paul Charbel (Skaff-Block) | Nicola Saba (Skaff-Block)    | Ahmed Al-Ajoumi (Skaff-Block) | Osama Salhab (Skaff-Block)       | George Bushikian (Skaff-Block) |
| „Zahles Optionen und Entscheidungen“                                       | Nicolas Fattouch                   |                                 | Khalil Hrawi               | Nassif Al-Tini (SSNP)        | Wajih Araji                   | Anwar Jomaa (Hisbollah)          | Eddie Damrajian                |
| „Wir sind All-National“                                                    | Ghassan Maalouf                    |                                 | Hanna Habib                | Vanda Chedid (Grüne)         | Houd Taaïmi                   | Mohammad Hassan                  |                                |
| Quelle: Al-Liwaa, ACE Project, Ministerium für Inneres und Munizipalitäten |                                    |                                 |                            |                              |                               |                                  |                                |

### Bekaa II (West Bekaa-Rachaya)

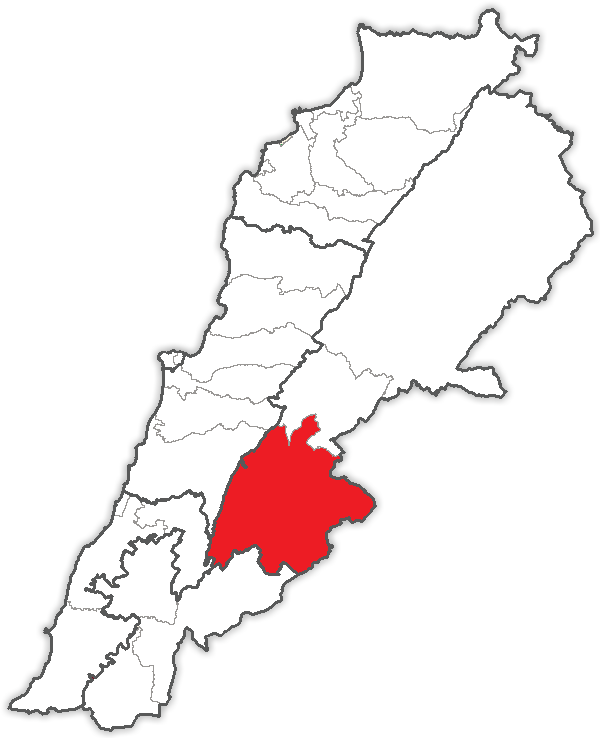
Der Wahlbezirk Bekaa II deckt die Distrikte West-Bekaa und Rachaya ab.

Im Wahlbezirk Bekaa II stellen Sunniten die größte Religionsgruppe der Wahlbevölkerung (48,8 %). 14,8 % der Wahlbevölkerung sind Drusen, 14,7 % Schiiten, 7;42 % Griechisch-Katholische, 7,22 % Maroniten und 7,16 % Griechisch-Orthodoxe.
In dem Wahlbezirk wurden drei Listen registriert. Die Zukunftsbewegung und die Progressive Sozialistische Nationale Partei bildeten eine gemeinsame Liste, darunter Mohammed Qar’awi, dem Besitzer des Bekaa-Krankenhauses, der zuvor mit der Bewegung des 8. März verbunden war. Amin Wahbi, der Gründer und Anführer der Demokratischen Linken Bewegung kandidierte auf der Liste der Zukunftsbewegung.
Die Liste „Beste Zukunft“ wurde vor allem von der Amal-Bewegung unterstützt. Die Freie Patriotische Bewegung trat nicht dieser Liste bei, sodass der griechisch-orthodoxe Kandidat Elie Ferzli als Einzelperson auf dieser Liste kandidierte.
Der Fernsehmoderator Maguy Aoun führte die dritte Liste an, die von bürgerlichen Gruppen aufgestellt wurde.
Die Libanesischen Kräfte versuchten gemeinsam mit Aschraf Rifi eine Liste aufzustellen, doch kam diese nicht zustande. In ähnlicher Weise zog die Libanesische Demokratische Partei ihren Kandidaten zurück.
| List                                                     | Sunniten, 2 Sitze               | Sunniten, 2 Sitze                   | Schiiten, 1 Sitz              | Drusen, 1 Sitz                                 | Maroniten, 1 Sitz | Griechisch-Orthodoxe, 1 Sitz |
| -------------------------------------------------------- | ------------------------------- | ----------------------------------- | ----------------------------- | ---------------------------------------------- | ----------------- | ---------------------------- |
| „Zukunft für West-Bekaa“                                 | Ziad Qadri (Zukunftsbewegung)   | Mohammed Qar’awi (Zukunftsbewegung) | Amin Wahbi (Zukunftsbewegung) | Wael Abou Faour (PSP)                          | Henri Chadid      | Ghassan Skaf                 |
| „Beste Zukunft“                                          | Abdel Rahim Murad (Union Party) |                                     | Mohammad Nasrallah (Amal)     | Faisal Daoud (Lebanese Arab Struggle Movement) | Naji Ghanem       | Elie Ferzli                  |
| „Bürgergesellschaft“                                     | Faisal Rahal                    | Ala Shamali                         | Ali Sobh                      |                                                | Maguy Aoun        | Joseph Ayoub                 |
| ACE Project, Ministerium für Inneres und Munizipalitäten |                                 |                                     |                               |                                                |                   |                              |

### Bekaa III (Baalbek-Hermel)

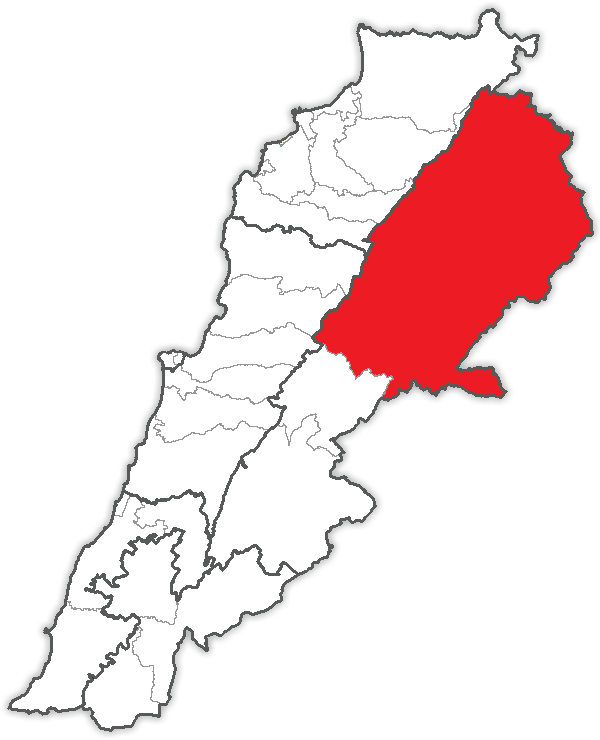
Wahlbezirk Bekaa III, identisch mit dem Gouvernement Baalbek-Hermel

Die meisten Wahlberechtigten in dem Wahlbezirk sind Schiiten (73,3 %). 13,3 % sind Sunniten, 7,35 % Maroniten, 5,36 % Griechisch-Katholische und 0,72 % Griechisch-Orthodoxe. In dem Wahlbezirk wurden fünf Kandidatenlisten registriert. Die Liste „Hoffnung und Loyalität“ sammelt Hisbollah, Amal und die Syrische Soziale Nationalistische Partei. Ihr Hauptgegner war die Liste „Würde und Entwicklung“ von Libanesischen Kräften und Zukunftsbewegung. Die Freie Patriotische Bewegung hatte versucht, mit dem früheren Parlamentssprecher Hussein al-Husseini eine Liste aufzustellen, doch nachdem dieser sich zurückgezogen hatte, zerbrach die Allianz, und es entstanden zwei getrennte Listen: „Entwicklung und Wechsel“ sowie „Unabhängig“. Die FPB-Kandidaten traten an auf der vom früheren Regionalsekretär der Baath-Partei Faiz al-Schukr geführten Liste.
| Liste                                                    | Schiiten, 6 Sitze                | Schiiten, 6 Sitze                  | Schiiten, 6 Sitze        | Schiiten, 6 Sitze      | Schiiten, 6 Sitze            | Schiiten, 6 Sitze   | Sunniten, 2 Sitze               | Sunniten, 2 Sitze               | Maroniten, 1 Sitz                    | Griechisch-Katholische, 1 Sitz |
| -------------------------------------------------------- | -------------------------------- | ---------------------------------- | ------------------------ | ---------------------- | ---------------------------- | ------------------- | ------------------------------- | ------------------------------- | ------------------------------------ | ------------------------------ |
| „Hoffnung und Loyalität“                                 | Jamil Sayyed                     | Hussein el Hage Hassan (Hisbollah) | Ihab Hamadeh (Hisbollah) | Ali Mekdad (Hisbollah) | Ibrahim Moussawi (Hisbollah) | Ghazi Zaiter (Amal) | Younis Rifai (Al-Habasch)       | Elwalid Succariyeh              | Emile Rahme (Solidarity Party)       | Albert Mansour (SSNP)          |
| „Würde und Entwicklung“                                  | Yehya Chammas                    | Rifaat Masri                       | Mohammad Hajj Sleiman    | Ghaleb Yaghi           | Khodr Tlayss                 | Mohammad Hamiye     | Bakr Hojeiry (Zukunftsbewegung) | Hussein Solh (Zukunftsbewegung) | Antoine Habchi (Libanesische Kräfte) | Selim Kallas                   |
| „Entwicklung und Wechsel“                                | Abbas Yaghi                      | Ali Zuaiter                        | Ali Hamada               |                        |                              |                     | Abdallah Chall                  | Samih Ezzeddine                 | Chawki Fakhri                        | Siham Antoune (LKP)            |
| „Unabhängig“                                             | Ghada Assaf (FPB)                | Faiz Shukr                         | Mehdi Zogheib            | Saad Hamadeh           | Faisal Husseini              | Fadi Younis         | Ahmed Bayan                     | Mohamed Fleeti                  | Sandrella Merhej                     | Michel Emile Daher (FPB)       |
| „Nationale Zedern“                                       | Mohammad Ghassan Moustapha Chall | Khaldoun Chreif                    | Abbas Assaf              | Mohammad Raad          | Fouad Maoula                 | Hamad Dib           | Adel Mohammad Bayan             | Waed Succariyeh                 | Leila Tannoury                       | Saadallah Ardo (Kata’ib)       |
| ACE Project, Ministerium für Inneres und Munizipalitäten |                                  |                                    |                          |                        |                              |                     |                                 |                                 |                                      |                                |

### Libanonberg I (Dschbeil-Kesrwan)

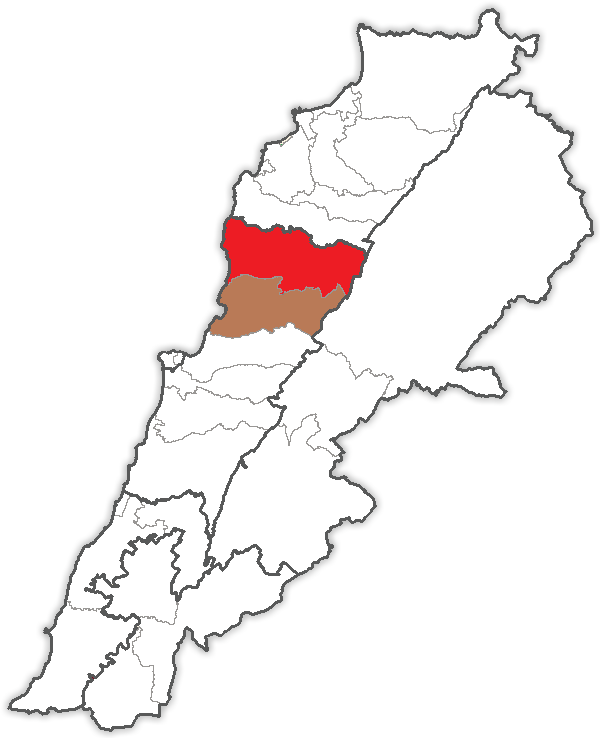
Der Wahlbezirk Libanonberg I besteht aus zwei Teilbezirken, die identisch sind mit dem Bezirk Dschbeil (rot) und dem Bezirk Kesrwan (braun).

Im Wahlbezirk Dschbeil-Kesrwan wurden fünf Kandidatenlisten registriert: „Starker Libanon“ (unterstützt von Freier Patriotischer Bewegung), „Nationale Solidarität“ (Hisbollah), „Anna al-Qarar“ (Allianz zwischen Kata’ib, Fares Souhaid, Farid Heikal Al Khazen und unabhängigen Kandidaten, unterstützt von der Marada-Bewegung), „Klarer Wechsel“ (unterstützt von den Libanesischen Kräften) und „Wir sind All-National“.
Im Gegensatz zu früheren Wahlen haben Freie Patriotische Bewegung und Hisballah keine gemeinsame Liste gebildet. Die Hisbollah hat ihre eigene Kandidatenliste aufgestellt, mit einem schiitischen Kandidaten aus Baalbek. Die Liste der Hisbollah umfasste außerdem den früheren lahoudistischen Telekommunikationsminister Jean Louis Cardahi und den FPB-Abweichler Bassam Hachem.
Die Liste der FPB wurde angeführt von dem General Chamel Roukoz; weitere Kandidaten waren neben anderen der Präsident der World Maronite Foundation Neemat Frem, der frühere Minister Ziad Baroud und der frühere Parlamentsabgeordnete Mansur al-Bon.
Die von Kataeb und Souhaid unterstützte Liste versuchte, Personen der bürgerlichen Gesellschaft zu integrieren. Auf der Liste figurieren der frühere Generalsekretär des Nationalen Blocks Jean Hawat. Hier gab es Widerstand von Kata’ib gegen die amtierenden Parlamentsmitglieder Youssef Khalil und Gilberte Zouein, weil diese mit dem Block Wechsel und Reform in Verbindung standen.
Zu den Kandidaten der Liste „Wir sind All-National“ gehörte der frühere Minister Youssef Salame.
Der größte Teil der Wahlbevölkerung in dem Wahlbezirk sind Christen; Maroniten stellen 82,1 % der Wahlberechtigten, 10,7 % sind Schiiten, 1,91 % Griechisch-Orthodoxe, 1,4 % Armenisch-Orthodox, 1,32 % Sunniten, 1,32 % Griechisch-Katholische und 1,26 % sind andere Christen.
| Liste                                                    | Maroniten (Dschbeil, 2 Sitze)    | Maroniten (Dschbeil, 2 Sitze) | Schiiten (Dschbeil, 1 Sitz) | Maroniten (Kesrwan, 5 Sitze)          | Maroniten (Kesrwan, 5 Sitze) | Maroniten (Kesrwan, 5 Sitze) | Maroniten (Kesrwan, 5 Sitze) | Maroniten (Kesrwan, 5 Sitze) |
| -------------------------------------------------------- | -------------------------------- | ----------------------------- | --------------------------- | ------------------------------------- | ---------------------------- | ---------------------------- | ---------------------------- | ---------------------------- |
| „Starker Libanon“                                        | Simon Abi Rumia (FPB)            | Walid Khoury                  | Rabih Awad                  | Chamel Roukoz                         | Neemat Frem                  | Roger Azar (FPB)             | Ziad Baroud                  | Mansur al-Bon                |
| „Nationale Solidarität“                                  | Jean-Louis Cardahi               | Bassam Hachem                 | Hussein Zuaitar (Hisbollah) | Carlos Abu Nader                      | Zeina Kallab                 | Michel Keyrouz               | Joseph Zayek                 | Joseph Zougheib              |
| „Anna al-Qarar“                                          | Fares Souhaid                    | Jean Hawat                    | Moustapha Husseini          | Farid Heikal Al Khazen                | Shaker Salameh (Kata’ib)     | Youssef Khalil               | Gilberte Zouein              | Yolanda Khoury               |
| „Klarer Wechsel“                                         | Ziad Hawat (Libanesische Kräfte) | Fady Rouhana Sakr             | Mahmoud Awad                | Chawki Daccache (Libanesische Kräfte) | Rock Mehanna                 | Patricia Elias               | Numan Murad                  | Ziad Khalifa (NLP)           |
| „Wir sind All-National“                                  | Nadim Souhaid                    | Rania Bassil                  | Mohamed Mekdad (LKP)        | Youssef Salame                        | Douri Dou                    | Josephine Zogheib            |                              |                              |
| ACE Project, Ministerium für Inneres und Munizipalitäten |                                  |                               |                             |                                       |                              |                              |                              |                              |

### Libanonberg II (Metn)

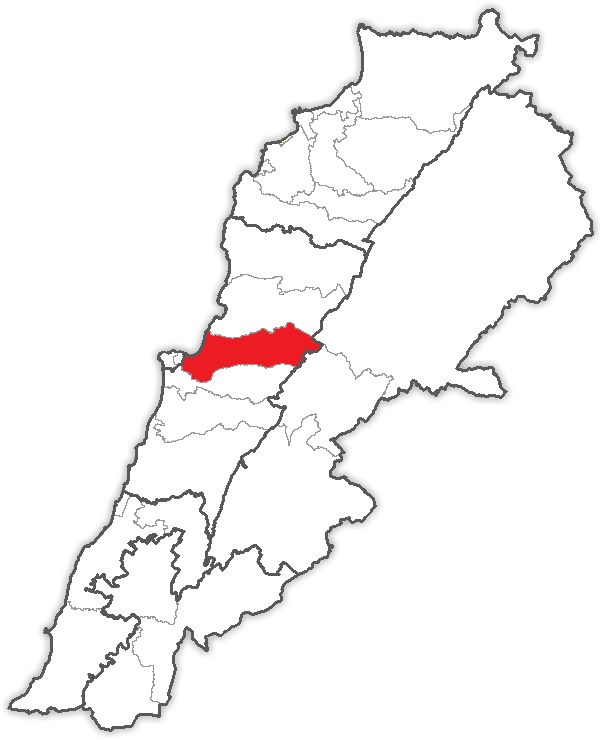
Der Wahlbezirk Libanonberg II deckt die Fläche des Distrikts Metn ab.

Libanonberg II ist ein überwiegend christlicher Wahlbezirk; 44,8 % der Wahlbevölkerung sind Maroniten, 14,6 % sind Griechisch-Orthodoxe, 14,3 % Armenisch-Orthodoxe, 9,83 % Griechisch-Katholische, 3,86 % Armenisch-Katholische und 6,28 % sind andere Christen. 3,03 % der Wahlbevölkerung sind Schiiten, 1,88 % Sunniten und 1,38 % Drusen.
In dem Wahlbezirk wurden fünf Kandidatenlisten registriert. Michel Murr reichte die Liste „Metns Loyalität“ ein. Die Kata’ib bildete ihre Liste mit dem Namen „Puls Metns“ gemeinsam mit der National-Liberalen Partei und unabhängigen bürgerlichen Kandidaten, die Libanesischen Kräfte und ihre Verbündeten unter dem Titel „Metn Herz des Libanon“, und eine Allianz der Freien Patriotischen Bewegung mit der Syrischen Sozialen Nationalistischen Partei und Taschnag traten gemeinsam mit der Liste „Starkes Metn“ an.
Die Libanesische Kommunistische Partei führte Gespräche mit bürgerlichen Aktivisten, um eine Liste unter dem Namen „Nawar al-Metn“ zu bilden, doch kam diese Liste nicht zustande.
| Liste                                                    | Maroniten, 4 Sitze                  | Maroniten, 4 Sitze                 | Maroniten, 4 Sitze  | Maroniten, 4 Sitze    | Griechisch-Orthodoxe, 2 Sitze | Griechisch-Orthodoxe, 2 Sitze | Griechisch-Katholische, 1 Sitz  | Armeniisch-Orthodoxe, 1 Sitz  |
| -------------------------------------------------------- | ----------------------------------- | ---------------------------------- | ------------------- | --------------------- | ----------------------------- | ----------------------------- | ------------------------------- | ----------------------------- |
| „Puls Metns“                                             | Samy Gemayel (Kata’ib)              | Elias Hankache (Kata’ib)           | Nada Gharib (Grüne) | Joseph Karam (NLP)    | Mazen Skaf                    | Violette Ghazal Balaa         | Mikhail Ramouz                  | Yeghisheh Andonian            |
| „Starkes Metn“                                           | Ibrahim Kanaan (FPB)                | Corinne Achkar                     | Sarkis Sarkis       | Ghassan Achkar (SSNP) | Ghassan Mukhaiber             | Elias Bousaab (FPB)           | Edgar Maalouf (FPB)             | Hagop Pakradounian (Taschnag) |
| „Metns Loyalität“                                        | Najwa Azar                          | Mellad El-Sabali (SSNP (Intifada)) | Sharbel Abu Joudeh  |                       | Michel Murr                   |                               | George Abboud                   |                               |
| „Metn Herz des Libanon“                                  | Eddy Abillama (Libanesische Kräfte) | Razi Haj                           | Chucri Moukarzel    | Gisèle Hachem Zard    | Lina Moukheiber               | Jessica Azar                  | Michel Mecattaf                 | Ara Koyounian (Ramgavar)      |
| „Wir sind All-National“                                  | Emile Kanaan                        | Nadine Mousa                       | Adeeb Tohmah        | Vicky Zouin (Saaba)   | Georges Rahbani (Saaba)       |                               | Charbel Nahas (Bürger im Staat) |                               |
| ACE Project, Ministerium für Inneres und Munizipalitäten |                                     |                                    |                     |                       |                               |                               |                                 |                               |

### Libanonberg III (Baabda)

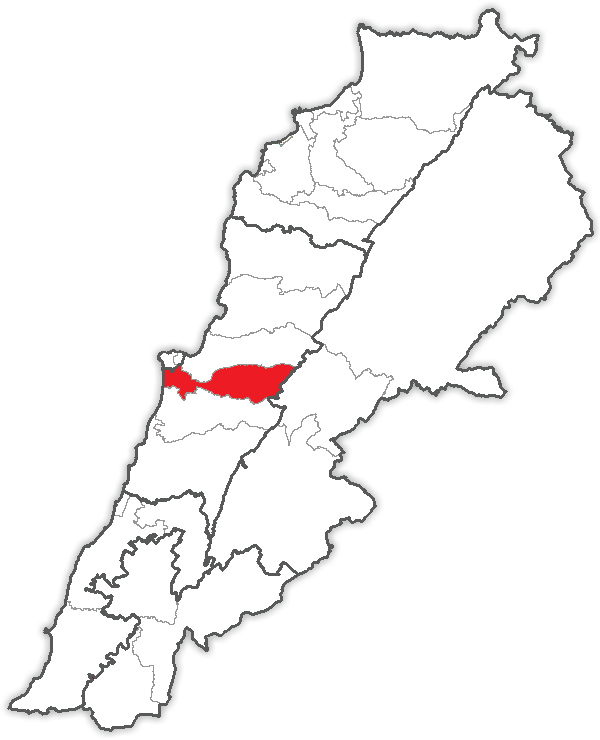
Der Wahlbezirk Libanonberg III electoral entspricht geographisch dem Distrikt Baabda.

Im Wahlbezirk Libanonberg III wurden vier Kandidatenlisten angemeldet. Während die Freie Patriotische Bewegung und die Parteien der Koalition des 8. März in den meisten Wahlbezirken getrennte Wege gingen, haben sie im Distrikt Baabda eine gemeinsame Liste zustande gebracht, die unter dem Namen „Nationale Versöhnung“ angetreten ist. Andere Listen in dem Wahlbezirk sind „Einheit und Entwicklung von Baabda“ – eine Allianz aus Progressiver Sozialistischer Partei, Libanesischen Kräften, Unabhängigen und Salah Harake, unterstützt von Zukunftsbewegung. – sowie zwei Listen bürgerlicher Gruppen. Die Liste „Gemeinsam für Baabda“ wurde am 3. März von Kata’ib-Chef Sami Gemayel und NLP-Chef Dory Chamoun bekanntgegeben und schloss bürgerliche und Umweltschutzaktivisten ein. Unter den Kandidaten waren der Gründer von Terre-Liban und der Libanesischen Ökologischen Bewegung, einer Plattform verschiedener NGOs, Paul Abi Rached.
36,8 % der Wahlbevölkerung sind Maroniten, 25,2 % Schiiten, 17,6 % Drusen, 7,61 % Griechisch-Orthodoxe, 6,11 % Sunniten, 4,6 % Griechisch-Katholische und 2,14 % gehören zu anderen christlichen Konfessionen.
| List                                                     | Maroniten, 3 Sitze | Maroniten, 3 Sitze | Maroniten, 3 Sitze                   | Schiiten, 2 Sitze             | Schiiten, 2 Sitze | Drusen, 1 Sitz                |
| -------------------------------------------------------- | ------------------ | ------------------ | ------------------------------------ | ----------------------------- | ----------------- | ----------------------------- |
| „Nationale Versöhnung“                                   | Hikmat Dib (FPB)   | Alain Aoun (FPB)   | Naji Gharios (FPB)                   | Ali Ammar (Hisbollah)         | Fadi Alame (Amal) | Souhail Awar (LDP)            |
| „Einheit und Entwicklung von Baabda“                     | Cynthia Asmar      | Joseph Adaïmi      | Pierre Bouassi (Libanesische Kräfte) | Salah Harake                  |                   | Hadi Abou el-Hosn (PSP)       |
| „Wir sind All-National“                                  | Joseph Wanis       | Ziad Akel          | Marie Claude Helou (Saaba)           | Ali Darwish (Bürger im Staat) | Wasif Harakat     | Rania Masri (Bürger im Staat) |
| „Gemeinsam für Baabda“                                   | Paul Abi Rached    | Elie Gharios       | Ramzi Bou Khaled (Kata’ib)           | Said Alameh                   | Olfat Sabeh       | Ajwad Ayach                   |
| ACE Project, Ministerium für Inneres und Munizipalitäten |                    |                    |                                      |                               |                   |                               |

### Libanonberg IV (Aley-Chouf)

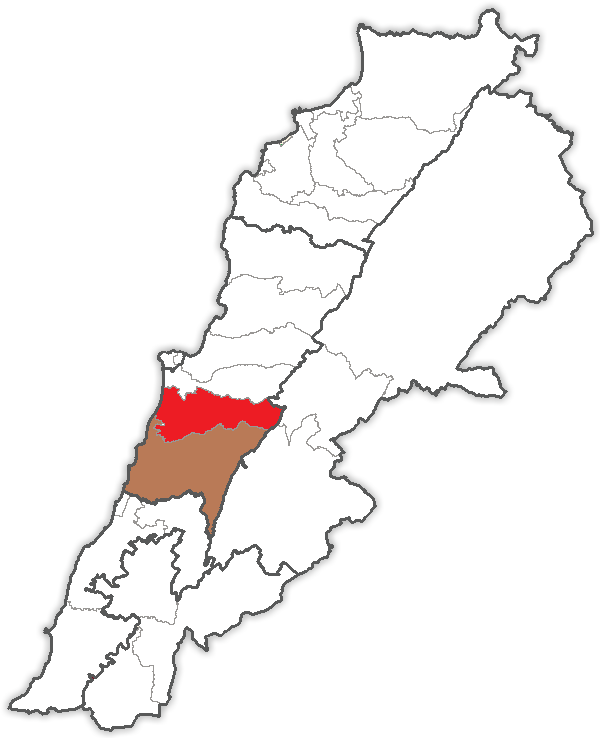
Der Wahlbezirk Libanonberg IV besteht aus zwei Teilbezirken, Aley (rot, deckt den Distrikt Aley ab) und Chouf (braun, deckt den Distrikt Chouf ab).

In Wahlbezirk Libanonberg IV wurden sechs Kandidatenlisten registriert. 40,5 % der Wahlbevölkerung sind Drusen, 27 % Maroniten, 18,7 % Sunniten, 5,18 % Griechisch-Katholische, 5,14 % Griechisch-Orthodoxe, 2,6 % Schiiten und 0,91 % gehören anderen christlichen Richtungen an.
Die Hauptkonkurrenten waren zwei Listen. Die Liste „Versöhnung“ (gebildet von Progressiver Sozialistischer Partei, Zukunftsbewegung und Libanesischen Kräften) und die Liste „Versprechen der Berge“ (gebildet durch Libanesische Demokratische Partei, Freie Patriotische Bewegung und Syrische Soziale Nationalistische Partei). Die übrigen Listen waren „Freie Entscheidung“ (aus Kata’ib und National-Liberaler Partei), die Liste der „Nationalen Einheit“ des früheren Ministers und Ex-LDP-Mitgliedes Wiam Wahhab, die „Bürgerlichen“ sowie die Liste „Wir sind All-National“.
Gegen Ende Februar gab der Kandidat der Demokratischen Erneuerung Antoine Haddad seinen Rückzug bekannt.
| Liste                                                    | Drusen (Aley, 2 Sitze) | Drusen (Aley, 2 Sitze)                      | Maroniten (Aley, 2 Sitze)            | Maroniten (Aley, 2 Sitze)          | Griechisch-Orthodoxe (Aley, 1 Sitz) |
| -------------------------------------------------------- | ---------------------- | ------------------------------------------- | ------------------------------------ | ---------------------------------- | ----------------------------------- |
| „Versöhnung“                                             | Akram Chehayeb (PSP)   |                                             | Henri Helou (Demokratische Sammlung) | Raji Saad (Demokratische Sammlung) | Anis Nasar (Libanesische Kräfte)    |
| „Versprechung der Berge“                                 | Talal Arslan (LDP)     |                                             | César Abi Khalil (FPB)               | Imad Hajj                          | Elias Hanna (FPB)                   |
| „Freie Entscheidung“                                     | Sami Ramah             |                                             | Teodora Bajani (Kata’ib)             | Antoine Bou Melhab (NLP)           |                                     |
| „Nationale Einheit“                                      | Shafiq Salama Radwan   | Khaled Aref Khadaj (Arab Unification Party) | Souhail Khalil Bajani                |                                    | Walid Anis Khairallah               |
| „Bürgerliche“                                            | Mark Daou              |                                             | Fadi Khoury                          |                                    |                                     |
| „Wir sind All-National“                                  | Emad Qazi              | Alaa Sabbagh                                | Karl Melham                          |                                    | Zoya Jureidini                      |
| ACE Project, Ministerium für Inneres und Munizipalitäten |                        |                                             |                                      |                                    |                                     |

| Liste                                                    | Maroniten (Chouf, 3 Sitze)          | Maroniten (Chouf, 3 Sitze)        | Maroniten (Chouf, 3 Sitze) | Drusen (Chouf, 2 Sitze)              | Drusen (Chouf, 2 Sitze) | Sunniten (Chouf, 2 Sitze) | Sunniten (Chouf, 2 Sitze)          | Griechisch-Katholische (Chouf, 1 Sitz) |
| -------------------------------------------------------- | ----------------------------------- | --------------------------------- | -------------------------- | ------------------------------------ | ----------------------- | ------------------------- | ---------------------------------- | -------------------------------------- |
| „Versöhnung“                                             | Georges Adwan (Libanesische Kräfte) | Ghattas Khoury (Zukunftsbewegung) | Naji Bustani               | Taymour Jumblatt (PSP)               | Marwan Hamadeh (PSP)    | Bilal Abdullah (PSP)      | Mohammed Hajjar (Zukunftsbewegung) | Nima Tomeh (Demokratische Sammlung)    |
| „Versprechen der Berg“                                   | Mario Aoun (FPB)                    | Farid Bustani                     | Samir Aoun (SSNP)          | Marwan Halawi (LDP)                  | Mazen Abu Dergham (LDP) | Tareq Khatib (FPB)        | Ali Al Hajj                        | Ghassan Atallah (FPB)                  |
| „Freie Entscheidung“                                     | Camille Dory Chamoun (NLP)          | Joseph Eid (Kata’ib)              | Da'id Qazi (NLP)           | Sami Hamada                          | Elhan Farahat           | Mazin Shabu               | Rafat Shaaban                      | Ghassan Moghbab                        |
| „Nationale Einheit“                                      | Ziad Antoine Choueiri               | As'ad Edmon Abu Jouda             |                            | Wiam Wahhab (Arab Unification Party) |                         | Elias Abdel Salam Baraj   | Zahir Khatib (Toilers League)      | Abu Rajaili                            |
| „Civic“                                                  | Eliane Qazi                         | Elias Gharib                      | Marwan Matani              | Rami Hamadeh                         |                         | Maya Terro                |                                    | Chukri Haddad                          |
| „Wir sind All-National“                                  | Ghada Maroni Eid                    | George Aoun                       |                            | Rania Ghaith                         | Maher Abu Shaqra        | Mohammed Sami Hajjar      | Mazen Nasruddin                    | Antoine Fawaz (LKP)                    |
| ACE Project, Ministerium für Inneres und Munizipalitäten |                                     |                                   |                            |                                      |                         |                           |                                    |                                        |

### Nord I (Akkar)

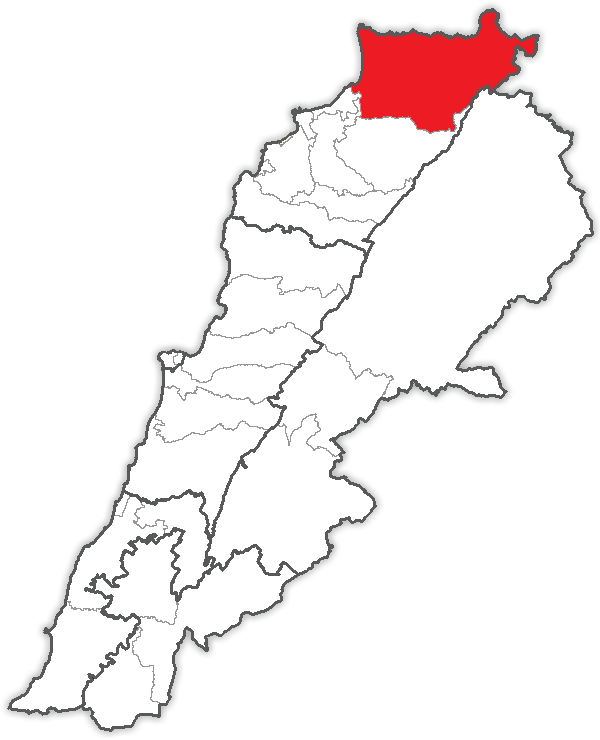
Der Wahlbezirk Nord I deckt das Gouvernement Akkar ab.

In dem Wahlbezirk Nord I wurden sechs Kandidatenlisten registriert. Die Zukunftsbewegung entschied sich für eine eigene Liste, wobei der Kandidat für den griechisch-orthodoxen Sitz ein Angehöriger der Libanesischen Kräfte war. Eine von der Koalition des 8. März unterstützte Koalition trat unter dem Titel „Entscheidung für Akkar“ an. Die „Entscheidung von Akkar“ wurde geführt von dem früheren Abgeordneten Wajih Barini und unterstützt von Marada und der Arabischen Demokratischen Partei. Die weiteren Listen waren „Starkes Akkar“ (unter Beteiligung von Freier Patriotischer Bewegung, al-Jamaa al-Islamiah sowie der Zukunftsbewegung naher Unabhängiger), „Souveräner Libanon“ (angeführt von Aschraf Rifi) und die „Frauen von Akkar“.
Der Wahlbezirk ist geprägt durch einen hohen Anteil an Sunniten (67,5 %). 14,7 % der Wahlbevölkerung sind Griechisch-Orthodoxe, 10,9 % Maroniten, 4,97 % Alawiten, 1,05 % Schiiten, 0,62 % Griechisch-Katholische, und 0,29 % gehören anderen christlichen Gemeinschaften an.
| Liste                                                                               | Sunniten, 3 Sitze                      | Sunniten, 3 Sitze                               | Sunniten, 3 Sitze          | Griechisch-Orthodoxe, 2 Sitze       | Griechisch-Orthodoxe, 2 Sitze  | Maroniten, 1 Sitz                | Alawiten, 1 Sitz                                 |
| ----------------------------------------------------------------------------------- | -------------------------------------- | ----------------------------------------------- | -------------------------- | ----------------------------------- | ------------------------------ | -------------------------------- | ------------------------------------------------ |
| „Zukunft von Akkar“                                                                 | Waleed Wajih Barini (Zukunftsbewegung) | Mohammad Tarek Talal Maaribi (Zukunftsbewegung) | Mohammed Suleiman (Future) | Wahbi Qatisha (Libanesische Kräfte) | Jean Moussa (Zukunftsbewegung) | Hadi Hobeiche (Zukunftsbewegung) | Khodr Habib (Zukunftsbewegung)                   |
| „Entscheidung für Akkar“                                                            | Wajih Barini (Akkari Volkssammlung)    | Adnan Marab                                     | Hussein Masri              | Emile Abboud (SSNP)                 | Karim Rassi (Marada)           | Michel Antonios Daher            | Hussein Salloum                                  |
| „Entscheidung von Akkar“                                                            | Kamal Khazal                           | Ali Omar (Resistance Movement)                  | Basem Khalid               |                                     |                                | George Nader                     |                                                  |
| „Starkes Akkar“                                                                     | Mohammad Yahya                         | Mohamed Shadeed (Al-Jama'a al-Islamiyya)        | Mahmoud Hadara             | Riad Rahal                          | Asaad Dergham (FPB)            | Jamie Jabbour (FPB)              | Mustafa Ali Hussein (Libanesische Volksbewegung) |
| „Souveränes Libanon“                                                                | Ibrahim Maraab                         | Bader Ismail                                    | Ahmed Jowhar               | Elie Saad                           | Joseph Wehbe                   | Ziad Bitar                       | Mohammed Rustam                                  |
| „Frauen von Akkar“                                                                  | Rola Murad                             | Suad Salah                                      | Ghoulay Assaad             | Nidal Skaf                          |                                | Mary Khoury                      |                                                  |
| Quelle: Stadt Sidon, Al-Modon, An-Nahar Ministerium für Inneres und Munizipalitäten |                                        |                                                 |                            |                                     |                                |                                  |                                                  |

### Nord II (Tripoli-Miniyeh-Danniyeh)

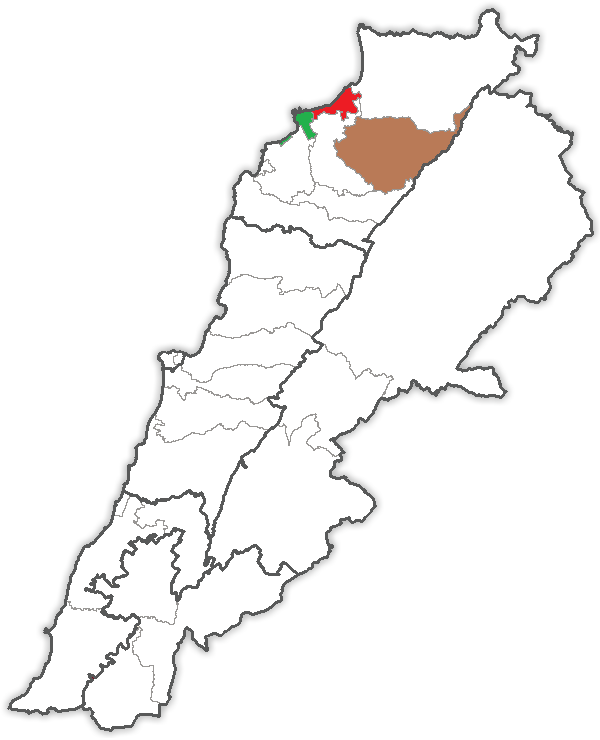
Der Wahlbezirk Nord III deckt die Distrikte Tripoli und Miniyeh-Danniyeh ab. Er ist in drei Teilbezirke unterteilt: Tripoli (in grün), Miniyeh (in rot) und Danniyeh (in braun).

Unter dem früher geltenden Recht, waren Tripoli und Miniyeh-Danniyeh zwei unterschiedliche Wahlbezirke. Die für die Wahl 2018 registrierte Wählern waren überwiegend Sunniten (82,91 %); signifikante Minderheiten waren Griechisch-Orthodoxe (6,24 %), Alawiten (6,04 %) und Maroniten (3,5 %). 0,51 % der Wahlbevölkerung sind Armenisch-Orthodoxe, 0,32 % Armenisch-Katholische und 0,59 % gehören anderen christlichen Gemeinschaften an.
Die größten politischen Kräfte nutzten das neue Wahlrecht, um getrennte Richtungen einzuschlagen. Der Generalsekretär der Zukunftsbewegung, Achmed Hariri, begründete die Entscheidung, eine eigene Liste zu bilden, damit, dass seine Partei „verstanden habe, dass eine Menge Leute uns ausgenutzt haben…“ Insgesamt wurden im Wahlbezirk Nord II acht Listen registriert; die Liste „Entschlossenheit“ des früheren Ministerpräsidenten Nadschib Miqati, die Liste der Zukunftsbewegung, eine von Aschraf Rifi geführte Liste, die „Nationale Würde“ (eine Allianz zwischen Faisal Karami und Dschihad Samad, an der auch al-Habasch und Marada teilnehmen), „Entscheidung des Volkes“ (eine Allianz zwischen Freier Patriotischer Bewegung und Kamal Kheir, der auch Unabhängige angehörten), die Liste „Wir sind All-National“ (mit Sabaa-Partei, der Bewegung der Bürger im Staat, Socialist Arab Lebanon Vanguard Party, Widerstandsbewegung und unabhängigen Kandidaten), die Liste „Unabhängige Entscheidung“ (Allianz zwischen al-Jamaa al-Islamiah, dem früheren Abgeordneten Mesbah Ahdab und unabhängigen Kandidaten) sowie die Liste „Unabhängige Bürgergesellschaft“ mit unabhängigen Kandidaten. Mohammad Safadi entschloss sich, nicht an der Wahl teilzunehmen und rief zur Unterstützung der Zukunftsbewegung auf.
In Danniyeh kandidierte der 28-Jährige Sami Fatfat für den Sitz, den zuvor sein Vater Ahmad Fatfat für die Zukunftsbewegung innehatte.
Unter den Kandidaten der Liste „Entschlossenheit“ Miqati waren der frühere Minister Jean Obeid und der derzeitige Minister Nicholas Nahas sowie der Parlamentsabgeordnete Kazim Kheir. Kheir wurde kein Platz auf der Liste der Zukunftsbewegung zugeteilt, sodass er auf Miqatis Liste kandidierte.
| Liste                                                        | Sunniten (Tripoli, 5 Sitze)         | Sunniten (Tripoli, 5 Sitze)          | Sunniten (Tripoli, 5 Sitze)                | Sunniten (Tripoli, 5 Sitze)                      | Sunniten (Tripoli, 5 Sitze)      |
| ------------------------------------------------------------ | ----------------------------------- | ------------------------------------ | ------------------------------------------ | ------------------------------------------------ | -------------------------------- |
| „Zukunft für den Norden“                                     | Mohammad Kabbara (Zukunftsbewegung) | Samir Jisr (Zukunftsbewegung)        | Dima Jamali (Zukunftsbewegung)             | Chadi Nachabe (Zukunftsbewegung)                 | Walid Sawalhi (Zukunftsbewegung) |
| „Nationale Würde“                                            | Faisal Karami (ALP)                 | Taha Naji (Al-Habasch)               | Mohammed Safouh Yakan (Nationale Sammlung) | Abdel Nasser Masri (Libanesischer Volkskongress) | Ayman Nouruddin Omar             |
| „Souveräner Libanon“                                         | Aschraf Rifi                        | Khaled Tadmori                       | Mohammed Walid Qamaruddin                  | Mohamed Salhab                                   |                                  |
| „Entschlossenheit“                                           | Nadschib Miqati (Azm-Bewegung)      | Rashid Mokhtam (Azm-Bewegung)        | Mohamed Nadim Jisr (Azm-Bewegung)          | Tawfiq Sultan (Azm-Bewegung)                     | Mirfat Hawz (Azm-Bewegung)       |
| „Unabhängige Entscheidung“                                   | Mesbah Ahdab                        | Waseem Alwan (al-Jama'a al-Islamiah) | Nariman Jamal                              |                                                  |                                  |
| „Entscheidung des Volkes“                                    | Khalid Roumieh                      |                                      |                                            |                                                  |                                  |
| „Unabhängige Bürgergesellschaft“                             | Heba Naja                           | Jamal Badawi                         |                                            |                                                  |                                  |
| „Wir sind All-National“                                      | Nariman Chamaa                      | Yehia Mawloud                        | Mohammad Monzer Maaliki (Lebanon Vanguard) | Wathek Moukaddam                                 | Malek Moulawi                    |
| Quelle: Al-Modon Ministerium für Inneres und Munizipalitäten |                                     |                                      |                                            |                                                  |                                  |

| „Zukunft für den Norden“                                     | George Bkassini (Zukunftsbewegung) | Nima Mahfoud (Zukunftsbewegung) | Leila Chahoud (Zukunftsbewegung) | Sami Fatfat (Zukunftsbewegung) | Qassem Abdel Aziz (Zukunftsbewegung) | Osman Alameddine (Zukunftsbewegung)      |
| „Nationale Würde“                                            |                                    | Rafli Anton Diab (Marada)       | Ahmed Mahmoud Omran              | Jihad Samad                    |                                      | Adel Zreika (Arabische Befreiungspartei) |
| „Souveräner Libanon“                                         | Halim Zani                         | George Jalad                    | Badr Eid                         | Ragheb Raad                    | Oussama Amoun                        | Waleed Masri                             |
| „Entschlossenheit“                                           | Nicholas Nahas (Azm-Bewegung)      | Alawi Darwish (Azm-Bewegung)    | Mohammed Fadhil (Azm-Bewegung)   | Jihad Yusuf (Azm-Bewegung)     | Kazim Kheir (Azm-Bewegung)           |                                          |
| „Unabhängige Entscheidung“                                   | Tony Khalifa                       | Menzeh Sawan                    | Hisham Ibrahim (Al Moaie)        | Ali Farouk Samad               | Abdul Salam Trad                     | Mohamed Ahmed                            |
| „Entscheidung des Volkes“                                    | Tony Maroni (FPB)                  | Nastas Koshary                  | Mahmoud Shehadeh                 | Ahmed Shandab                  | Ali Hermoush                         | Kamal Kheir                              |
| „Unabhängige Bürgergesellschaft“                             |                                    | Fadi Jamal                      | Hassan Hassan Khalil             | Samah Arja                     | Ayman Jamal                          | Abdullah Rifai                           |
| „Wir sind All-National“                                      | Moussa Khoury                      | Farah Issa                      | Zeinelddine Dib                  | Ahmad Douhaiby                 |                                      | Dany Othman                              |
| Quelle: Al-Modon Ministerium für Inneres und Munizipalitäten |                                    |                                 |                                  |                                |                                      |                                          |

### Nord III (Bscharri-Zghorta-Batrun-Koura)

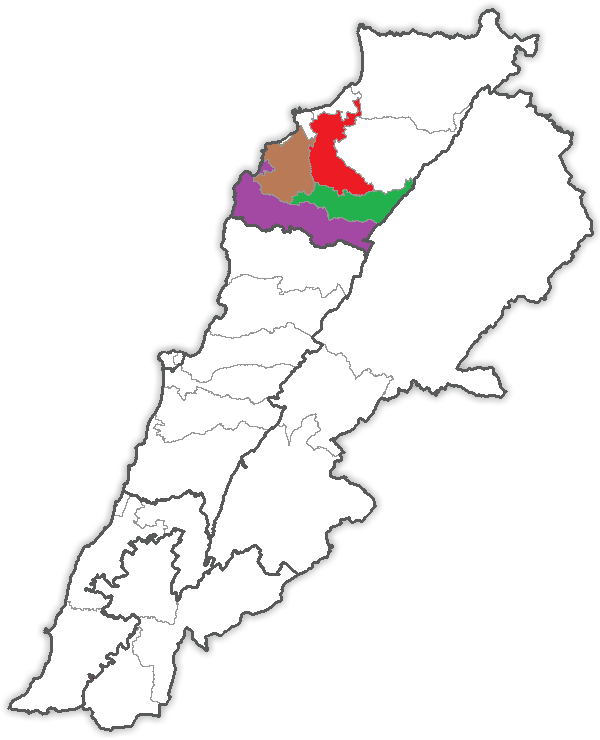
Der Wahlbezirk Nord III besteht aus vier Teilbezirken, die dem jeweiligen Distrikt entsprechen: Batrun (lila), Bscharri (grün), Koura (braun) und Zgharta (rot).

Im Wahlbezirk Nord III, der die Distrikte Batrun, Bscharri, Koura und Zgharta umfasst, wurden vier Kandidatenlisten registriert.
Die Wahlbevölkerung ist überwiegend christlich; 68,1 % sind Maroniten, 20,7 % Griechisch-Orthodoxe, 8,94 % Sunni, 0,93 % Schiiten, 0,73 % Griechisch-Katholische, und 0,38 % gehören anderen christlichen Gemeinschaften an. 0,24 % sind Alawiten.
Die Liste „Starker Norden“ unter Gebran Bassil vereint Freie Patriotische Bewegung, Independence Movement und Zukunftsbewegung, während die Liste „Starker Republikanischer Puls“ Libanesische Kräfte, Kata’ib und die Demokratische Linke Bewegung sammelt. Die Liste „Mit uns für den Norden und den Libanon“ wird unterstützt von Marada-Bewegung, Syrischer Sozialer Nationalistischer Partei und Boutros Harb. Die bürgergesellschaftliche Liste „Wir sind All-National“ wird unterstützt von der Bewegung der Bürger im Staat, und Sah.
| Liste                                                            | Maroniten (Batrun, 2 Sitze)        | Maroniten (Batrun, 2 Sitze) | Maroniten (Bscharri, 2 Sitze)       | Maroniten (Bscharri, 2 Sitze)      | Maroniten (Zgharta, 3 Sitze)          | Maroniten (Zgharta, 3 Sitze) | Maroniten (Zgharta, 3 Sitze)         | Griechisch-Orthodoxe (Koura, 3 Sitze) | Griechisch-Orthodoxe (Koura, 3 Sitze) | Griechisch-Orthodoxe (Koura, 3 Sitze) |
| ---------------------------------------------------------------- | ---------------------------------- | --------------------------- | ----------------------------------- | ---------------------------------- | ------------------------------------- | ---------------------------- | ------------------------------------ | ------------------------------------- | ------------------------------------- | ------------------------------------- |
| „Starker Norden“                                                 | Gebran Bassil (FPB)                | Nemeh Ibrahim (FPB)         | Said Touq (FPB)                     | George Boutros (FPB)               | Michel Moawad (Independence Movement) | Pierre Raffoul (FPB)         | Jawad Boulos (Independence Movement) | Nicolas Ghosn (Zukunftsbewegung)      | Georges Atallah (FPB)                 | Greta Saab (FPB)                      |
| „Starker Republikanischer Puls“                                  | Fadi Saad (Libanesische Kräfte)    | Samer Saada (Kataib)        | Strida Geagea (Libanesische Kräfte) | Joseph Isaac (Libanesische Kräfte) | Marius Baini (Libanesische Kräfte)    | Michel Douaihy (Kataib)      | Kayssar Moawad                       | Fadi Karam (Libanesische Kräfte)      | Albert Androus (Kataib)               | George Mansour (Demokratische Linke)  |
| „Mit uns für den Norden und Libanon“                             | Boutros Harb                       |                             | Rui Issa Khoury                     | Melhem Gibran Touk                 | Tony Franjieh (Marada)                | Estephan Douaihy (Marada)    | Salim Bey Karam (Marada)             | Selim Saadeh (SSNP)                   | Fayez Ghosn (Marada)                  | Abdallah Zakhem                       |
| „Wir sind All-National“                                          | Layal Bou Moussa (Bürger im Staat) | Antoine Khoury Harb         | Edmond Touk (Saaba)                 | Maurice Koura (Saaba)              | Riad Ghazala                          | Antonia Ghamra               | Antoine Yamin (Saaba)                | Bassam Ghantous (Saaba)               | Fadwa Nassif (Saaba)                  |                                       |
| Quelle: ACE Project, Ministerium für Inneres und Munizipalitäten |                                    |                             |                                     |                                    |                                       |                              |                                      |                                       |                                       |                                       |

### Süd I (Sidon-Jezzine)

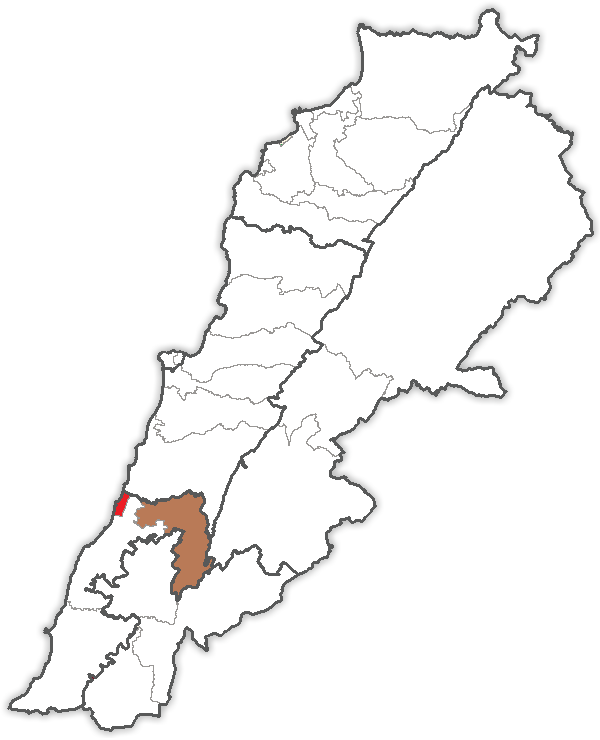
Der Wahlbezirk Süd I besteht aus zwei Teildistrikten: Sidon (rot, entspricht der Stadt Sidon) und Jezzine (braun, entspricht dem Distrikt Jezzine).

Im Wahlbezirk Sidon-Jezzine wurden vier Kandidatenlisten aufgestellt: „Integration und Würde“ (gebildet von Zukunftsbewegung und Unabhängigen), „Sidon und Jezzine Gemeinsam“ (Allianz aus al-Jamaa al-Islamiah, Freier Patriotischer Bewegung und Abdul Rahman Bizri), „Für alle Leute“ (Allianz von Popular Nasserite Organization und Ibrahim Azar, unterstützt von Amal-Bewegung un Hisbollah) sowie die „Kompetenz zum Wechsel“ (Allianz von Kata’ib, Libanesischen Kräften und der Gruppe des 11. März).
Zukunftsbewegung und Freie Patriotische Bewegung hatten versucht, einen Wahlpakt zu verabreden, doch kam dieser nicht zustande, weil die FPM auf Bizri bestanden habe. Nachdem diese Gespräche gescheitert waren, wendete die die FPM al-Jamaa al-Islamiah zu, weil die Popular Nasserite Organization bereits mit Ibrahim Azar (einem unabhängigen Maroniten, den die Allianz von Amal und Hisbollah unterstützte) einig war.
44,2 % der Wahlbevölkerung sind Sunniten, 30,8 % Maroniten, 15,1 % Schiiten, 8,69 % Griechisch-Katholische, 0,67 % andere christliche Gemeinschaften und 0,48 % Drusen.
| Liste                                                           | Sunniten (Sidon, 2 Sitze)       | Sunniten (Sidon, 2 Sitze)               | Maroniten (Jezzine, 2 Sitze) | Maroniten (Jezzine, 2 Sitze) | Griechisch-Katholische (Jezzine, 1 Sitz) |
| --------------------------------------------------------------- | ------------------------------- | --------------------------------------- | ---------------------------- | ---------------------------- | ---------------------------------------- |
| „Integration und Würde“                                         | Bahia Hariri (Zukunftsbewegung) | Hassan Chamseddine (Zukunftsbewegung)   | Amin Edmon Rizk              | Angel Khawand                | Robert Khoury                            |
| „Sidon und Jezzine gemeinsam“                                   | Abdul Rahman Bizri              | Bassam Hammoud (Al-Jama'a al-Islamiyya) | Amal Abou Zeid (FPM)         | Ziad Aswad (FPM)             | Salim Khoury (FPM)                       |
| „Für alle Leute“                                                | Osama Saad (PNO)                | Abdel Kader Bsat                        | Ibrahim Samir Azar           |                              | Yusuf Hanna Skaf                         |
| „Kompetenz zum Wechsel“                                         | Samir Bizri (11. März)          |                                         | Joseph Nahra (Kata’ib)       |                              | Ajaj Haddad (Libanesische Kräfte)        |
| Quelle: Saida City, Ministerium für Inneres und Munizipalitäten |                                 |                                         |                              |                              |                                          |

### Süd II (Zahrany-Tyros)

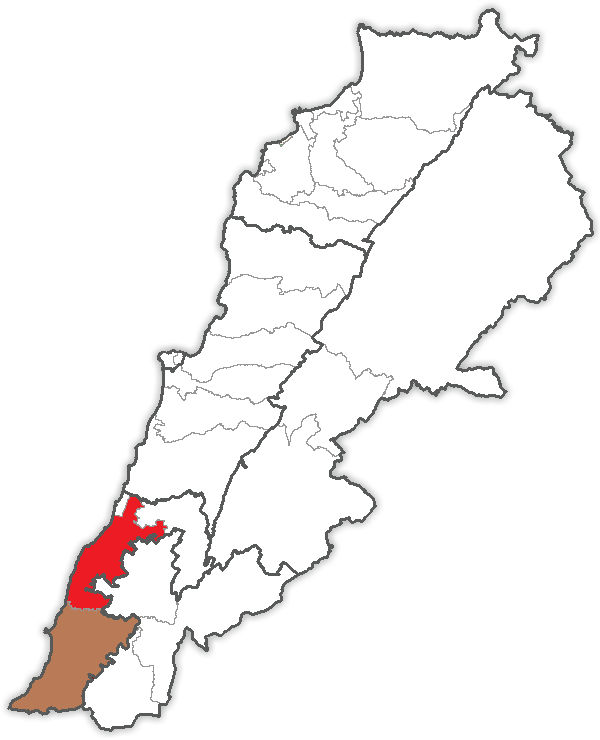
Der Wahlbezirk Süd II besteht aus zwei Teilbezirken: Zahrani (rot, entspricht den Teilen des Distrikts Sidon, die außerhalb der Stadt Sidon liegen) und Tyros (braun, entspricht dem Distrikt Tyros).

Im Wahlbezirk Süd II wurden zwei Kandidatenlisten registriert. Die „Hoffnung und Loyalität“ von Amal und Hisbollah wurde angeführt von Parlamentssprecher Nabih Berri. Sie konkurrierte mit der Liste „Gemeinsam für den Wechsel“, einer Allianz von Riad Al-Assaad, Libanesischer Kommunistischer Partei und unabhängiger Kandidaten.
Der Wahlbezirk ist überwiegend (81,4 %) von Schiiten bewohnt. 6,81 % der Wahlberechtigten sind Griechisch-Katholische, 6,1 % Sunniten, 4,55 % Maroniten und 1,14 % gehören anderen christlichen Gemeinschaften an.
| Liste                                                                               | Schiiten (Tyros, 4 Sitze) | Schiiten (Tyros, 4 Sitze) | Schiiten (Tyros, 4 Sitze) | Schiiten (Tyros, 4 Sitze)   | Schiiten (Zahrany, 2 Sitze) | Schiiten (Zahrany, 2 Sitze) | Griechisch-Katholische (Zahrany, 1 Sitz) |
| ----------------------------------------------------------------------------------- | ------------------------- | ------------------------- | ------------------------- | --------------------------- | --------------------------- | --------------------------- | ---------------------------------------- |
| „Hoffnung und Loyalität“                                                            | Ali Khreis (Amal)         | Hussein Jeshi (Hisbollah) | Inayat Ezzeddine (Amal)   | Nawwaf Moussawi (Hisbollah) | Nabih Berri (Amal)          | Ali Osseiran (Amal)         | Michel Moussa (Amal)                     |
| „Gemeinsam für den Wechsel“                                                         | Ahmed Marwa               | Lina Husseini             | Abdel Nasser Farran       | Ra'id Ataya (LKP)           | Riad Assaad                 |                             | Wisam Haj                                |
| Quellen: Al-Modon, Lebanon42, Al-Modon, Ministerium für Inneres und Munizipalitäten |                           |                           |                           |                             |                             |                             |                                          |

### Süd III (Mardsch Uyun-Hasbaya-Nabatäa-Bint Dschbeil)

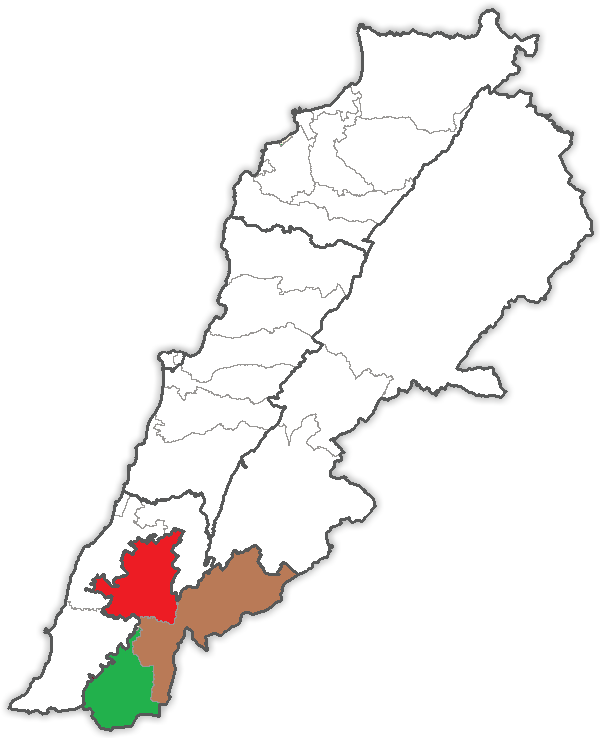
Der Wahlbezirk Süd III deckt das Gouvernement Nabatäa ab und ist in drei Teilbezirke unterteilt: Nabatäa (rot, entspricht dem Distrikt Nabatäa), Mardsch Uyun-Hasbaya (braun, deckt die Distrikte Hasbaya und Mardsch Uyun ab) und Bint Dschbeil (grün, entspricht dem Distrikt Bint Dschbeil).

In dem Wahlbezirk Süd II wurden sechs Kandidatenlisten registriert. Die Wahlbevölkerung ist überwiegend schiitisch (80,1 %). 6,35 % der Wahlbevölkerung sind Sunniten, 5,27 % sind Maroniten, 3,65 % Drusen, 2,45 % Griechisch-Orthodoxe, 1,8 % Griechisch-Katholische und 0,39 % sind andere christliche Gemeinschaften.
Die Koalition aus Amal und Hisbollah bildete die Liste „Hoffnung und Loyalität“. Auf ihr befand sich ein sunnitischer Kandidat der Baath-Partei, Kassem Hachem, der allerdings als Kandidat der Amal-Bewegung aufgestellt und nicht offiziell von seiner Partei unterstützt wurde.
Zukunftsbewegung, Freie Patriotische Bewegung und die Libanesische Demokratische Partei reichten einen gemeinsam Wahlvorschlag unter dem Titel „Der Süden ist es wert“ ein, der von der Zeitung L’Orient Le Jour als supplimentär zur Liste von Amal und Hisbollah bezeichnet wurde. Auf ihr befindet sich unter anderem ein der Zukunftsbewegung nahestehender unabhängiger sunnitischer Kandidat, Imad Khatib, der Geschäftsbeziehung mit Amal-Führer Berri unterhält. Drei schiitische Kandidaten dieser Liste (Badruddin, Sharafuddin und Osseiran) waren zuvor der Hisbollah nahe. Zwei der Freien Patriotischen Bewegung nahe unabhängige Kandidaten waren ebenfalls auf dieser Liste: der griechisch-orthodoxe Kandidat Chadi Massaad und der schiitische Kandidat Mourhaf Ramadan. Der Kandidat für den Sitz der Drusen ist ein Mitglied im Vorstand der Libanesischen Demokratische Partei.
Die Liste „Eine Stimme für den Wechsel“ wurde gebildet von der Libanesischen Kommunistischen Partei, der Communist Action Organization in Lebanon und unabhängigen Kandidaten. Auf der Liste steht der SSNP-nahe unabhängige Kandidat Hussein Baydoun. Diese Liste bestand aus fünf Kandidaten.
Die beiden verbleibenden Listen nahmen einen entgegengesetzteren Standpunkt zur Dominanz von Amal und Hisbollah in der lokalen politischen Szene ein. Unter dem Namen „Schibna Hakki“ wurde eine Kandidatenliste durch die Libanesischen Kräfte mit schiitischen Abweichlern um den Journalisten Ali Al-Amin eingereicht. Al-Amin wurde von Hisbollah-Generalsekretär als „Schiit der [U.S.] Botschaft“ bezeichnet. Al-Amin und der ebenfalls kandidierende Journalist Imad Komeyha waren Unterzeichner des 2017 veröffentlichten Aufrufs zu Neuwahlen an den Hohen Schiitischen Rat. Ahmed Assaad, der Führer der Lebanese Option Party, ließ eine Anti-Hisbollah-Liste mit Kandidaten seiner Partei registrieren, darunter seine Frau Abeer Ramadan.
| Liste                                                                    | Schiiten (Bint Dschbeil, 3 Sitze) | Schiiten (Bint Dschbeil, 3 Sitze) | Schiiten (Bint Dschbeil, 3 Sitze) | Schiiten (Nabatäa, 3 Sitze)    | Schiiten (Nabatäa, 3 Sitze) | Schiiten (Nabatäa, 3 Sitze) | Schiiten (Mardsch Uyun-Hasbaya, 2 Sitze) | Schiiten (Mardsch Uyun-Hasbaya, 2 Sitze) | Sunniten (Mardsch Uyun-Hasbaya, 1 Sitz) | Drusen (Mardsch Uyun-Hasbaya, 1 Sitz) | Griechisch-Orthodoxe (Mardsch Uyun-Hasbaya, 1 Sitz) |
| ------------------------------------------------------------------------ | --------------------------------- | --------------------------------- | --------------------------------- | ------------------------------ | --------------------------- | --------------------------- | ---------------------------------------- | ---------------------------------------- | --------------------------------------- | ------------------------------------- | --------------------------------------------------- |
| „Hoffnung und Loyalität“                                                 | Ali Ahmad Bazzi (Amal)            | Ayoub Hmayed (Amal)               | Hassan Fadlallah (Hisbollah)      | Yassine Jaber (Amal).          | Mohammad Raad (Hisbollah)   | Hani Kobeissy (Amal)        | Ali Hassan Khalil (Amal)                 | Ali Fayyad (Hisbollah)                   | Kassem Hachem (Amal)                    | Anwar Khalil (Amal)                   | Assaad Hardan (SSNP)                                |
| „Der Süden ist es wert“                                                  | Mohammed Qadouh                   | Hussein Shaer                     |                                   | Hisham Jaber                   | Mustafa Badruddin           | Nadim Osseiran              | Abbas Sharafuddin                        | Mourhaf Ramadan                          | Imad Khatib                             | Wissam Charouf (LDP)                  | Chadi Massaad                                       |
| „Schibna Hakki“                                                          | Ali Al-Amin                       |                                   |                                   | Ahmed Ismail                   | Rami Ollaik                 |                             | Imad Komeyha                             |                                          |                                         |                                       | Fadi Salama (Libanesische Kräfte)                   |
| „Eine Stimme für den Wechsel“                                            | Ahmed Murad (LKP)                 | Abbas Sorour                      | Hussein Baydoun                   | Ali Al-Haj Ali (LKP)           |                             |                             |                                          |                                          | Said Issa                               | Ghassan Hadifa (LKP)                  | Hala Abu Kasm (LKP)                                 |
| „Wir verändern“                                                          | Mohammed Faraj (Lebanese Option)  | Abdallah Salman (Lebanese Option) |                                   | Ahmed Assaad (Lebanese Option) |                             |                             | Abeer Ramadhan (Lebanese Option)         | Rabah Abi Haidar (Lebanese Option)       | Adnan Khatib (Lebanese Option)          | Kanaj Alimuddin (Lebanese Option)     | Minah Saab (Lebanese Option)                        |
| „Wir sind All-National“                                                  | Rima Hamid (Saaba)                | Salah Nouruddin                   |                                   | Jamil Balout (Saaba)           |                             |                             |                                          |                                          |                                         | Akram Qais                            | Fadi Abu Jamra                                      |
| Quellen: Al-Modon, Jaboubia, Ministerium für Inneres und Munizipalitäten |                                   |                                   |                                   |                                |                             |                             |                                          |                                          |                                         |                                       |                                                     |

## Ergebnisse
| Amal-Hisbollah und Verbündete              | 75  | 676,076   | 38.43 | 45  |  |  |  |  |  |
| Freie Patriotische Bewegung und Verbündete | 68  | 272,605   | 15.49 | 29  |  |  |  |  |  |
| Zukunftsbewegung und Verbündete            | 45  | 256,454   | 14.58 | 20  |  |  |  |  |  |
| Forces Libanaises und Verbündete           | 47  | 168,960   | 9.61  | 15  |  |  |  |  |  |
| Progressive Sozialistische Partei          | 9   | 80,894    | 4.60  | 9   |  |  |  |  |  |
| Azm-Bewegung                               | 11  | 39,586    | 2.25  | 4   |  |  |  |  |  |
| Kata’ib                                    | 13  | 32,011    | 1.82  | 3   |  |  |  |  |  |
| Saaba-Partei                               | 91  | 46,234    | 2.63  | 1   |  |  |  |  |  |
| Partei des Nationalen Dialogs              | 10  | 14,941    | 0.85  | 1   |  |  |  |  |  |
| Murr-Block                                 | 4   | 12,866    | 0.73  | 1   |  |  |  |  |  |
| Sonstige und Unabhängige                   |     |           |       | 0   |  |  |  |  |  |
| Gesamt                                     | 597 | 1,759,068 | 100   | 128 |  |  |  |  |  |
| Leere Stimmzettel                          | -   | 15,029    | -     |     |  |  |  |  |  |
| Stimmzettel ohne Stimme                    | -   | 48,197    | -     |     |  |  |  |  |  |
| Gesamt                                     | -   | 1,822,294 | -     |     |  |  |  |  |  |
| Ungültige Stimmen                          | -   | 38,909    | -     |     |  |  |  |  |  |
| Gesamtzahl der Wähler                      | -   | 1,861,203 |       |     |  |  |  |  |  |
| Registrierte Wähler/Wahlbeteiligung        | -   | 3,746,483 | 49.68 |     |  |  |  |  |  |